# لويز هايم
لويز هايم (بالألمانية: Luise Heim)‏ هي لاعبة كرة الريشة ألمانية، ولدت في 24 مارس 1996 في باد دوركهايم في ألمانيا.

## وصلات خارجية
- لويز هايم على موقع BWF.tournamentsoftware.com (الإنجليزية)
- لويز هايم على موقع BWFbadminton.com (الإنجليزية)
- لويز هايم على موقع أوليمبيديا (الإنجليزية)
- لويز هايم على موقع اللجنة الأولمبية الألمانية (الألمانية)